# Hermann Göring
Hermann Wilhelm Göring (también escrito Goering; pronunciación, [ˈɡøː.ʁɪŋ]; Rosenheim, 12 de enero de 1893-Núremberg, 15 de octubre de 1946) fue un político, militar y aviador alemán, quien fue comandante en jefe de la Luftwaffe y criminal de guerra nazi. Fue miembro prominente del Partido Nacionalsocialista Obrero Alemán (NSDAP) y uno de los líderes del régimen de Adolf Hitler. As de la aviación durante la Primera Guerra Mundial, fue galardonado con la medalla Pour le Mérite. Asimismo, fue el último comandante de la Jagdgeschwader I, la unidad de cazas de combate que había liderado Manfred von Richthofen, el Barón Rojo.
Miembro del Partido Nacionalsocialista Obrero Alemán desde sus primeros tiempos (el partido se fundó en 1920 y Göring se hizo miembro en 1922), resultó herido el 9 de noviembre de 1923 durante el fallido golpe de Estado conocido como el Putsch de la cervecería. Mientras recibía tratamiento por sus heridas, desarrolló una adicción a la morfina que persistió hasta el final de sus días. Después de que Hitler se convirtió en canciller de Alemania en 1933, fue nombrado ministro sin cartera en el nuevo gobierno. Fundó la Gestapo ese mismo año y puso al frente a Heinrich Himmler. Tras el establecimiento del régimen nazi, Göring acumuló poder y capital político para convertirse en el segundo hombre más poderoso del Tercer Reich. Fue nombrado comandante en jefe de la Luftwaffe, la fuerza aérea, en marzo de 1935, cargo que ostentó hasta el final de la Segunda Guerra Mundial. Antes de la campaña de bombardeos sistemáticos sobre Alemania por parte de los Aliados, disfrutó de gran popularidad entre el pueblo alemán. En 1940 se encontraba en el cenit de su poder e influencia y como ministro al frente del Plan Cuatrienal (Vierjahresplan), en el que tenía la tarea de movilizar a todos los sectores de la economía para la guerra, puso a numerosas agencias gubernamentales bajo su control, que lo ayudaron a convertirse en uno de los hombres más ricos del país. En 1938, Hitler lo designó sucesor y representante suyo en todas las instituciones. Después de la caída de Francia en 1940, le concedió el rango de Reichsmarschall, un cargo superior al del resto de comandantes de la Wehrmacht.
A medida que avanzaba la Segunda Guerra Mundial, la posición de Göring ante Hitler y el público alemán disminuyó después de que la Luftwaffe demostrase ser incapaz de evitar el bombardeo aliado de las ciudades alemanas y el reabastecimiento de las fuerzas del Eje rodeadas en la batalla de Stalingrado. Por ello, se retiró cada vez más de los asuntos militares y políticos para dedicar su atención a la adquisición de propiedades y obras de arte, muchas de las cuales fueron robadas a víctimas judías del Holocausto. Informado el 22 de abril de 1945 de la intención de Hitler de suicidarse, decidió enviarle un telegrama en el que le pedía permiso para asumir el control del Reich. Considerándolo un acto de traición, el Führer le retiró todos sus cargos, lo expulsaría del partido y ordenó su arresto. 
Acabada la guerra, fue procesado en los juicios de Núremberg y declarado culpable de conspiración, crímenes contra la paz, crímenes de guerra y crímenes contra la humanidad. El 1 de octubre de 1946 fue sentenciado a morir en la horca, pero se suicidó unas horas antes de su ejecución con la ingesta de cianuro de potasio.

## Primeros años

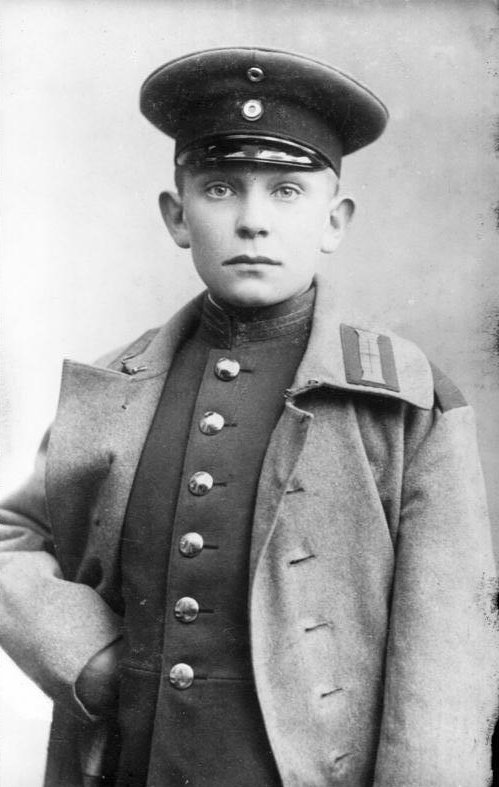
Fotografiado en 1907 a los 14 años.

Nació el 12 de enero de 1893 en el sanatorio Marienbad en Rosenheim, Baviera. Su padre, Heinrich Ernst Göring (1839-1913), exoficial de caballería, había sido el primer gobernador general del protectorado alemán de África del Sudoeste (actual Namibia). Heinrich tuvo tres hijos de un matrimonio anterior. Hermann fue el cuarto de cinco hijos de la segunda esposa de Heinrich, Franziska Tiefenbrunn (1859-1943), campesina bávara. Los hermanos mayores de Göring fueron Karl, Olga y Paula; su hermano menor era Albert. En el momento en que nació, su padre se desempeñaba como cónsul general en Haití y su madre había regresado brevemente a casa para dar a luz. Dejó al bebé de seis semanas con un amigo en Baviera y no volvió a verlo durante tres años, cuando ella y su esposo regresaron a Alemania.
Su padrino era Hermann Epenstein, un acaudalado médico y empresario judío que su padre había conocido en África. Epenstein proporcionó a la familia Göring, que sobrevivía de la pensión de Heinrich, primero una casa familiar en Friedenau (Berlín), y luego un pequeño castillo llamado Veldenstein, cerca de Núremberg. La madre de Göring se convirtió en amante de Epenstein por esta época, en una relación que duró unos quince años. Epenstein recibió el título de ritter (caballero) von Epenstein gracias a su servicio y las donaciones a la Corona.
Interesado en una carrera como soldado desde muy temprana edad, le gustaba jugar con soldados de juguete y vestirse con el uniforme Bóer que su padre le había regalado. Fue enviado a un internado a los once años, donde la comida era pobre y la disciplina muy estricta. Vendió un violín para pagar su boleto de tren a casa, para luego quedarse en cama, fingiendo enfermedad, hasta que le dijeron que no tendría que regresar. Continuó disfrutando de los juegos de guerra, simulando asediar el castillo de Veldenstein y estudiando leyendas y sagas teutónicas. Practicó alpinismo, escalando picos en Alemania, en el macizo del Mont Blanc y en los Alpes austríacos. A los dieciséis años fue enviado a una academia militar en Lichterfelde (Berlín), de donde se graduó con honores. Durante los juicios de crímenes de guerra de Núremberg en 1946, el psicólogo Gustave Gilbert estimó su CI en 138.
Se unió al Regimiento Príncipe Guillermo (112.ª Infantería, Guarnición: Mülhausen) del Ejército de Prusia en 1912. Al año siguiente, su madre tuvo una pelea con Epenstein, por lo que la familia se vio obligada a abandonar Veldenstein y se mudó a Múnich; su padre murió poco después. Cuando comenzó la Primera Guerra Mundial en agosto de 1914, estaba estacionado en Mülhausen (Mulhouse) con su regimiento.

## Primera Guerra Mundial
Durante el primer año de la Primera Guerra Mundial, Göring sirvió en su regimiento de infantería en el área de Mülhausen, una plaza fuerte a menos de dos km de la frontera francesa. Fue hospitalizado con reumatismo, como resultado de la humedad de la guerra de trincheras. Mientras se recuperaba, su amigo Bruno Loerzer lo convenció de transferirse a lo que se convertiría, en octubre de 1916, en las Luftstreitkräfte («fuerzas de combate aéreo») del Deutsches Heer, pero su solicitud fue denegada. Más tarde ese año, voló como observador de Loerzer en el Feldflieger Abteilung 25 (FFA 25); para esas fechas ya se había transferido informalmente. Fue descubierto y sentenciado a tres semanas de confinamiento en el cuartel, pero la condena nunca se llevó a cabo. Para cuando se suponía que debía imponerse, la asociación de Göring con Loerzer se había hecho oficial. Fueron asignados como un equipo a la FFA 25 en el Quinto Ejército del príncipe Guillermo de Prusia. Volaron en misiones de reconocimiento y bombardeo, por las cuales el príncipe impuso tanto a Göring como a Loerzer la Cruz de Hierro de primera clase.
Después de completar el curso de entrenamiento de piloto, fue asignado a la Jagdstaffel (Jasta) 5. Herido de gravedad en la cadera en combate aéreo, tardó casi un año en recuperarse. Luego fue transferido a la Jagdstaffel 26, comandada por Loerzer, en febrero de 1917. Constantemente obtuvo victorias aéreas hasta mayo, cuando fue asignado para comandar la Jagdstaffel 27. Sirviendo con las Jastas 5, 26 y 27, continuó obteniendo victorias. Además de sus Cruces de Hierro (de primera y segunda clase), recibió la Orden del León de Zähringen con espadas, la Orden de Federico, la Orden de Hohenzollern con espadas de tercera clase y, finalmente, en mayo de 1918, la codiciada Pour le Mérite. Según Hermann Dahlmann, que conocía a ambos hombres, Göring hizo que Loerzer ejerciera presión por el premio. Terminó la guerra con veintidós victorias. Una exhaustiva revisión de posguerra de los registros de bajas de los Aliados mostró que dos de sus victorias otorgadas eran dudosas, tres eran posibles y diecisiete eran ciertas o muy probables.

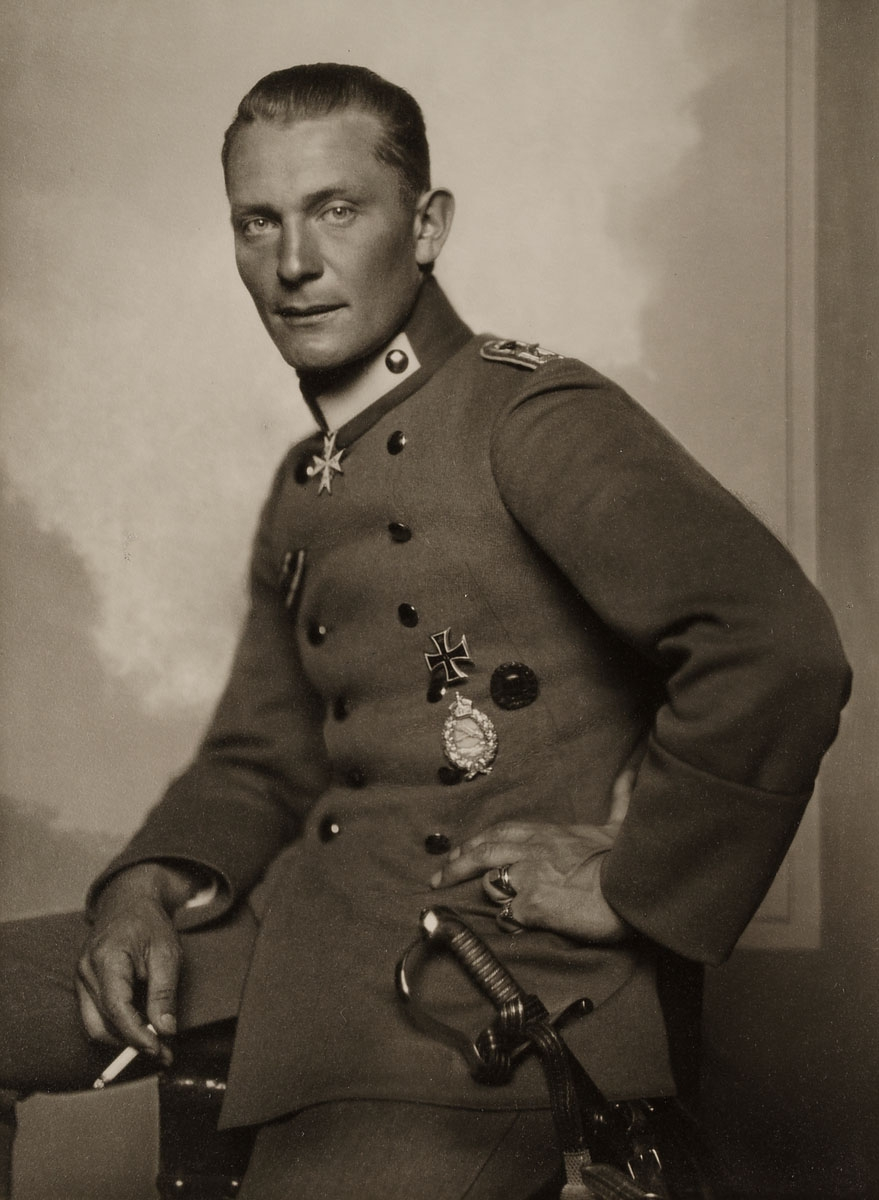
Hermann Göring en 1917. Fotografía de Nicola Perscheid.

El 7 de julio de 1918, tras la muerte de Wilhelm Reinhard, sucesor de Manfred von Richthofen (apodado el Barón Rojo), Göring fue nombrado comandante del «Circo Volador», Jagdgeschwader I. Su arrogancia lo hizo impopular ante los hombres de su escuadrón. En los últimos días de la guerra recibía órdenes reiteradas de retirar su escuadrón, primero al aeródromo de Tellancourt y luego a Darmstadt. En cierto momento se le ordenó entregar el avión a los aliados, a lo que se negó. Muchos de sus pilotos estrellaron sus aviones intencionalmente para evitar que cayeran en manos enemigas.
Al igual que muchos otros veteranos alemanes, era un defensor de la leyenda de la puñalada por la espalda, creencia que sostenía que el ejército alemán realmente no había perdido la guerra, sino que fue traicionado por los políticos: marxistas, judíos y especialmente los republicanos, que habían derrocado a la monarquía alemana.
Siguió en la aviación después de la guerra. Intentó recorrer el país presentando espectáculos aéreos y trabajó brevemente en Fokker. Después de pasar la mayor parte de 1919 viviendo en Dinamarca, se mudó a Suecia para unirse a la aerolínea Svensk Lufttrafik. Era contratado frecuentemente para vuelos privados. Durante el invierno de 1920-1921, fue empleado por el conde Eric von Rosen para llevarlo a su castillo desde Estocolmo. Invitado a pasar la noche, Göring pudo haber visto por primera vez el emblema de la esvástica, que Rosen había colocado en la chimenea como una insignia familiar.
Esta fue también la primera vez que conoció a su futura esposa; el conde le presentó a su cuñada, la baronesa Carin von Kantzow (de soltera, von Fock). Era cinco años mayor y tenía un hijo de ocho años, pero no vivía con su marido. Göring se enamoró de inmediato y le pidió que se encontrara con él en la capital sueca. Organizaron una visita en la casa de sus padres y pasaron mucho tiempo juntos hasta 1921, cuando él se marchó a Múnich para estudiar Ciencias Políticas en la universidad. Carin se divorció y siguió a Göring; se casaron el 3 de febrero de 1922. Su primer hogar juntos fue un pabellón de caza en Hochkreuth, en los Alpes bávaros, cerca de Bayrischzell, a unos 80 km de Múnich. Después de conocer a Adolf Hitler y unirse al Partido Nacionalsocialista Obrero Alemán (NSDAP) en 1922, la familia Göring se mudó a Obermenzing, un suburbio de Múnich.

## Inicios en el nacionalsocialismo
Se afilió al NSDAP en 1922 después de escuchar un discurso de Hitler. Le encargaron el mando de las SA (Sturmabteilung) como Oberster SA-Führer en 1923. Más tarde fue nombrado SA-Gruppenführer (teniente general) y mantuvo este rango en las listas de SA hasta 1945. En este momento, Carin, a quien le gustaba Hitler, era anfitriona frecuente de las reuniones de los principales nazis, como su marido, Hitler, Rudolf Heß, Alfred Rosenberg y Ernst Röhm. Hitler tiempo después recordó su temprana amistad con Göring:

Me gustó. Lo convertí en el jefe de mi SA. Es el único de sus jefes que dirigió la SA correctamente. Le di una chusma despeinada. En muy poco tiempo había organizado una división de 11 000 hombres.

Hitler y el NSDAP celebraron reuniones y manifestaciones masivas en Múnich y otros lugares a principios de la década de 1920, tratando de ganar seguidores en una apuesta por el poder político. Inspirados en la marcha sobre Roma de Benito Mussolini, los nazis intentaron tomar el poder del 8 al 9 de noviembre de 1923 en un golpe fallido conocido como el Putsch de la cervecería. Göring, quien acompañaba con Hitler liderando la marcha hacia el Ministerio de Guerra, recibió un disparo en la ingle. Catorce nazis y cuatro policías fueron asesinados; muchos de los principales nazis, como Hitler, fueron arrestados. Con la ayuda de Carin, Göring fue llevado de contrabando a Innsbruck, donde recibió cirugía y le administraron morfina para el dolor. Permaneció en el nosocomio hasta el 24 de diciembre. (Este fue el comienzo de su adicción a la morfina, que duró hasta su encarcelamiento en Núremberg.) Entretanto, las autoridades en Múnich declararon que era un hombre buscado. La familia Göring, de escasos recursos y dependientes de la buena voluntad de los simpatizantes nazis en el extranjero, se mudó de Austria a Venecia. En mayo de 1924 visitaron Roma, pasando por Florencia y Siena. En la capital italiana conoció a Mussolini, quien le expresó su interés en conocer a Hitler, en prisión por entonces.
Los problemas personales continuaron multiplicándose. Para 1925, la madre de Carin estaba enferma. Los Göring, con dificultad, recaudaron en la primavera de 1925 el dinero para un viaje a Suecia a través de Austria, Checoslovaquia, Polonia y Dánzig (actual Gdańsk). Göring se había convertido en un agresivo adicto a la morfina y la familia de su esposa se sorprendió por su deterioro. Carin, ya enferma de epilepsia y corazón débil, tuvo que permitir que los médicos se hicieran cargo de su esposo; su hijo fue llevado por su padre. Göring fue certificado como un drogadicto peligroso y enviado al asilo de Långbro el 1 de septiembre de 1925. Era violento hasta el punto de que tuvo que ser confinado en camisa de fuerza, pero su psiquiatra sintió que estaba cuerdo; la condición era causada únicamente por la morfina. Destetado de la droga, abandonó la instalación por poco tiempo, pero tuvo que regresar para recibir tratamiento adicional. Regresó a Alemania cuando se declaró una amnistía general en 1927 y continuó trabajando en la industria aeronáutica. Hitler, que había escrito Mi lucha (Mein Kampf) mientras estuvo en prisión, había sido puesto en libertad en diciembre de 1924. Carin Göring, enferma de epilepsia y tuberculosis, falleció de insuficiencia cardíaca el 17 de octubre de 1931.

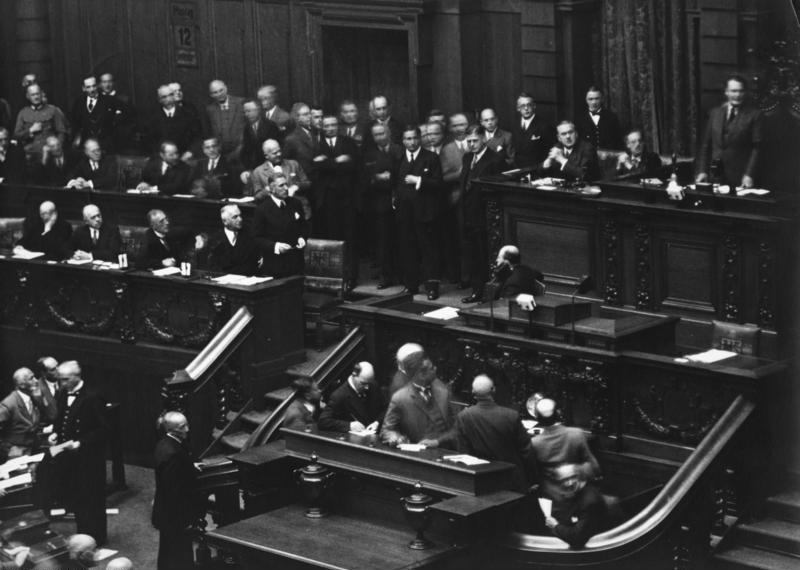
El presidente del Reichstag Göring (arriba a la derecha) ignorando al canciller Franz von Papen en la sesión del 12 de septiembre de 1932.

Mientras tanto, el NSDAP se encontraba en un período de reconstrucción y expectación. La economía se había recuperado, lo que significaba menos oportunidades para que los nazis se agitaran. Las SA fueron reorganizadas, pero con Franz Pfeffer von Salomon como su jefe, en lugar de Göring, y las SS (Schutzstaffel) fueron fundadas en 1925, inicialmente como guardaespaldas de Hitler. La membresía en el partido aumentó de 27 000 en 1925 a 108 000 en 1928 y 178 000 al año siguiente. En las elecciones de mayo de 1928, el NSDAP solo obtuvo doce escaños de los 491 disponibles en el Reichstag. Göring fue elegido representante de Baviera. La Gran Depresión condujo a una recesión desastrosa en la economía alemana y, en las elecciones de 1930, el NSDAP ganó 6 409 600 votos y 107 escaños. En mayo de 1931, Hitler lo envió a una misión al Vaticano, donde conoció al futuro papa Pío XII. En las elecciones de julio de 1932, los nazis ganaron 230 escaños, lo que los convirtió en el partido más grande del Reichstag. Por tradición, los nazis tenían derecho a seleccionar al presidente del Reichstag y eligieron a Göring para el puesto.
La noche del 27 de febrero de 1933 ocurrió el incendio del Reichstag. Göring fue uno de los primeros en llegar a la escena. Marinus van der Lubbe, un radical comunista neerlandés, fue arrestado y se le atribuyó la responsabilidad exclusiva del incendio. Göring inmediatamente pidió una ofensiva contra los comunistas. Los nazis aprovecharon el incendio para avanzar sus propios objetivos políticos. El Decreto del Incendio del Reichstag, aprobado al día siguiente por solicitud de Hitler, suspendió los derechos básicos y permitió la detención sin juicio. Se suprimieron las actividades del Partido Comunista de Alemania y se arrestó a unos cuatro mil de sus miembros. Göring exigió que los detenidos fueran fusilados, pero Rudolf Diels, jefe de la policía política prusiana, ignoró la orden. Algunos investigadores, como William L. Shirer y Alan Bullock, opinaron que el propio NSDAP era responsable de iniciar el incendio.
A principios de la década de 1930, estaba en compañía de Emmy Sonnemann, una actriz de Hamburgo. Se casaron el 10 de abril de 1935 en Berlín; la boda se celebró con toda pompa. La noche anterior tuvo lugar una gran recepción en la Ópera de Berlín. Aviones de combate sobrevolaron la noche de la recepción y el día de la ceremonia, en la que Hitler fue el padrino. Su única hija, Edda, nació el 2 de junio de 1938.

## Potentado nazi

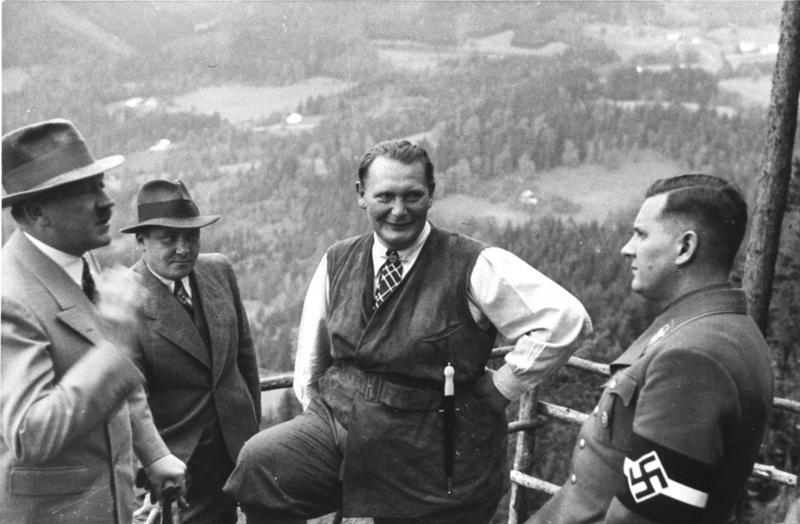
Hitler, Bormann, Göring y Baldur von Schirach en Obersalzberg en 1936.

Cuando Hitler se convirtió en canciller de Alemania en enero de 1933, Göring fue nombrado ministro sin cartera, ministro del Interior para Prusia y comisionado de aviación del Reich; Wilhelm Frick fue nombrado ministro del Interior del Reich. Frick, jefe de las SS, y Heinrich Himmler, esperaban crear una fuerza policial unificada para toda Alemania, pero Göring el 30 de noviembre de 1933 estableció una fuerza policial prusiana, con Rudolf Diels a la cabeza, llamada Gestapo (Geheime Staatspolizei). Pensando que Diels no era lo suficientemente despiadado como para usar la Gestapo de manera efectiva para contrarrestar el poder de las SA, entregó el control de la nueva organización a Himmler el 20 de abril de 1934. Para entonces, las SA sumaban más de dos millones de hombres.
Hitler estaba profundamente preocupado porque Ernst Röhm, el jefe de las SA, estaba planeando un golpe de Estado. Himmler y Reinhard Heydrich conspiraron con Göring para usar la Gestapo y las SS para aplastar a las SA. Los miembros de las SA se enteraron de la acción propuesta y miles de ellos salieron a las calles en manifestaciones violentas la noche del 29 de junio de 1934. Enfurecido, Hitler ordenó el arresto de los líderes de las SA. Röhm fue asesinado a disparos de arma de fuego en su celda cuando se negó a suicidarse; Göring revisó personalmente las listas de detenidos, que sumaban miles, y determinó a quién más deberían disparar. Al menos ochenta y cinco personas murieron entre el 30 de junio al 2 de julio, en lo que ahora se conoce como la noche de los cuchillos largos. Hitler reconoció, en el Reichstag, el 13 de julio, que los asesinatos habían sido ilegales, pero afirmó que se había iniciado un plan para derrocar al Reich. Se aprobó una ley retroactiva que legalizó la acción. Cualquier crítica era recibida con arrestos.
Uno de los términos del Tratado de Versalles, que había estado vigente desde el final de la Primera Guerra Mundial, establecía que a Alemania no se le permitía mantener una fuerza aérea. Después de la firma en 1926 del Pacto Briand-Kellogg, se permitieron aviones de policía. Göring fue nombrado ministro de Tráfico Aéreo en mayo de 1933. Alemania comenzó a acumular aviones en violación del Tratado y, en 1935, se reconoció formalmente la existencia de la Luftwaffe, con Göring como ministro de Aviación del Reich.

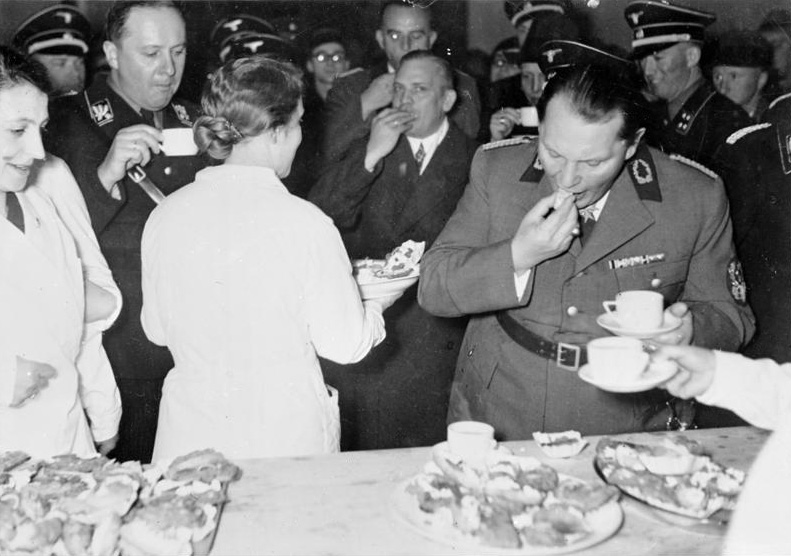
Göring en la Grünen Woche de Berlín de 1937.

Durante una reunión de gabinete en septiembre de 1936, Göring y Hitler anunciaron que el programa de rearme alemán debía acelerarse. El 18 de octubre, fue nombrado plenipotenciario del Plan Cuatrienal (Vierjahresplan) para emprender esta tarea. Creó una nueva organización para administrar el proyecto y atrajo a los ministerios de Trabajo y Agricultura bajo su paraguas. Pasó por alto al Ministerio de Economía en sus decisiones de formulación de políticas, para disgusto de Hjalmar Schacht, quien estaba a su cargo. Se hicieron enormes gastos en rearme, a pesar de los crecientes déficits. Schacht renunció el 8 de diciembre de 1937 y Walther Funk asumió el cargo y el control del Reichsbank. De esta manera, ambas instituciones quedaron bajo el control de Göring bajo los auspicios del Plan Cuatrienal. En julio de ese año, estableció el conglomerado Reichswerke Hermann Göring bajo propiedad estatal, aunque dirigido por él, con el objetivo de impulsar la producción de acero más allá del nivel que la empresa privada podría proporcionar económicamente.
En 1938, estuvo involucrado en el escándalo Blomberg-Fritsch, que condujo a la renuncia del ministro de Guerra, Werner von Blomberg, y el comandante en jefe del Heer, Werner von Fritsch. Había actuado como testigo en la boda de Blomberg con Margarethe Gruhn, una mecanógrafa de 26 años, el 12 de enero de 1938. La información recibida de la policía mostró que la joven novia era una prostituta. Se sintió obligado a contarle a Hitler, pero también vio este evento como una oportunidad para deshacerse de Blomberg, quien se vio obligado a renunciar. Göring no quería que Fritsch fuera nombrado para ese puesto y, por tanto, fuera su superior. Varios días después, Heydrich reveló un archivo en Fritsch que contenía acusaciones de actividad homosexual y chantaje. Posteriormente se demostró que los cargos eran falsos, pero Fritsch había perdido la confianza de Hitler y se vio forzado a dimitir. Hitler aprovechó los despidos como una oportunidad para reorganizar el liderazgo de los militares. Göring solicitó el puesto de ministro de Guerra, pero fue rechazado; fue nombrado para el rango de Generalfeldmarschall. Asumió como comandante supremo de la Wehrmacht y creó puestos subordinados para encabezar las tres ramas principales del servicio.
Como ministro a cargo del Plan Cuatrienal, se preocupó por la falta de recursos naturales en Alemania y comenzó a presionar para que Austria se incorporase al Reich. La provincia de Estiria tenía ricos depósitos de mineral de hierro y el país en su conjunto albergaba muchos trabajadores calificados que también serían útiles. Hitler siempre había estado a favor de posesionarse de Austria, su país natal. Se reunió con el canciller austríaco Kurt Schuschnigg el 12 de febrero de 1938, amenazando con una invasión si no se producía la unificación pacífica. El NSDAP fue legalizado en Austria para obtener una base de poder y se programó un referéndum sobre la reunificación para marzo. Cuando Hitler no aprobó la redacción del plebiscito, Göring telefoneó a Schuschnigg y al jefe de Estado austríaco, Wilhelm Miklas, para exigir la dimisión del canciller y amenazó con invasión de las fuerzas alemanas y disturbios civiles de los miembros del NSDAP austríaco. Schuschnigg renunció el 11 de marzo y el plebiscito fue cancelado. A las 5:30 de la mañana siguiente, tropas alemanas que se habían concentrado en la frontera entraron en Austria, sin encontrar resistencia.

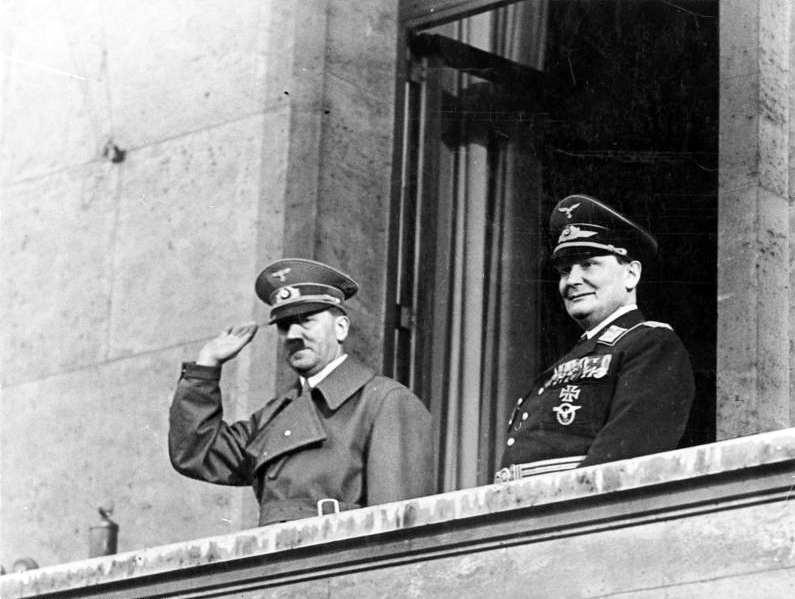
Hitler y Göring saludando desde el balcón de la Cancillería del Reich en 1938.

Aunque Joachim von Ribbentrop había sido nombrado ministro de Asuntos Exteriores en febrero de 1938, Göring continuó involucrándose en temas internacionales. Ese julio, contactó al Gobierno británico con la idea de que debería hacer una visita oficial para discutir las intenciones de Alemania sobre Checoslovaquia. El primer ministro británico Neville Chamberlain estaba de acuerdo con la reunión y se habló de firmar un pacto entre el Reino Unido y Alemania. En febrero de 1938, visitó Varsovia para calmar los rumores sobre la inminente invasión de Polonia. Tuvo conversaciones con el Gobierno húngaro ese verano también, sobre su papel potencial en una invasión de Checoslovaquia. En el congreso de Núremberg de septiembre, Göring y otros oradores denunciaron a los checos como una raza inferior que debía ser conquistada. Chamberlain y Hitler tuvieron una serie de reuniones que condujeron a la firma de los Acuerdos de Múnich (29 de septiembre de 1938), que entregó el control de los Sudetes a Alemania. En marzo de 1939, Göring amenazó al presidente checoslovaco Emil Hácha con el bombardeo de Praga, por lo que este acordó firmar un comunicado aceptando la ocupación alemana del resto de Bohemia y Moravia.
Aunque a muchos en el NSDAP les disgustaba, antes de la guerra, Göring disfrutaba de una gran popularidad personal entre el público alemán debido a su sociabilidad, colorido y humor percibidos. Como el líder nazi responsable de los principales asuntos económicos, se presentó como un defensor de los intereses nacionales sobre las grandes empresas supuestamente corruptas y la rancia élite alemana. La prensa nazi estaba de su lado. Otros líderes, como Heß y Ribbentrop, tenían envidia de su popularidad. En el Reino Unido y los Estados Unidos, algunos lo vieron como más aceptable que los otros nazis y como un posible mediador entre las democracias occidentales y Hitler.

## Segunda Guerra Mundial

### Éxito en todos los frentes

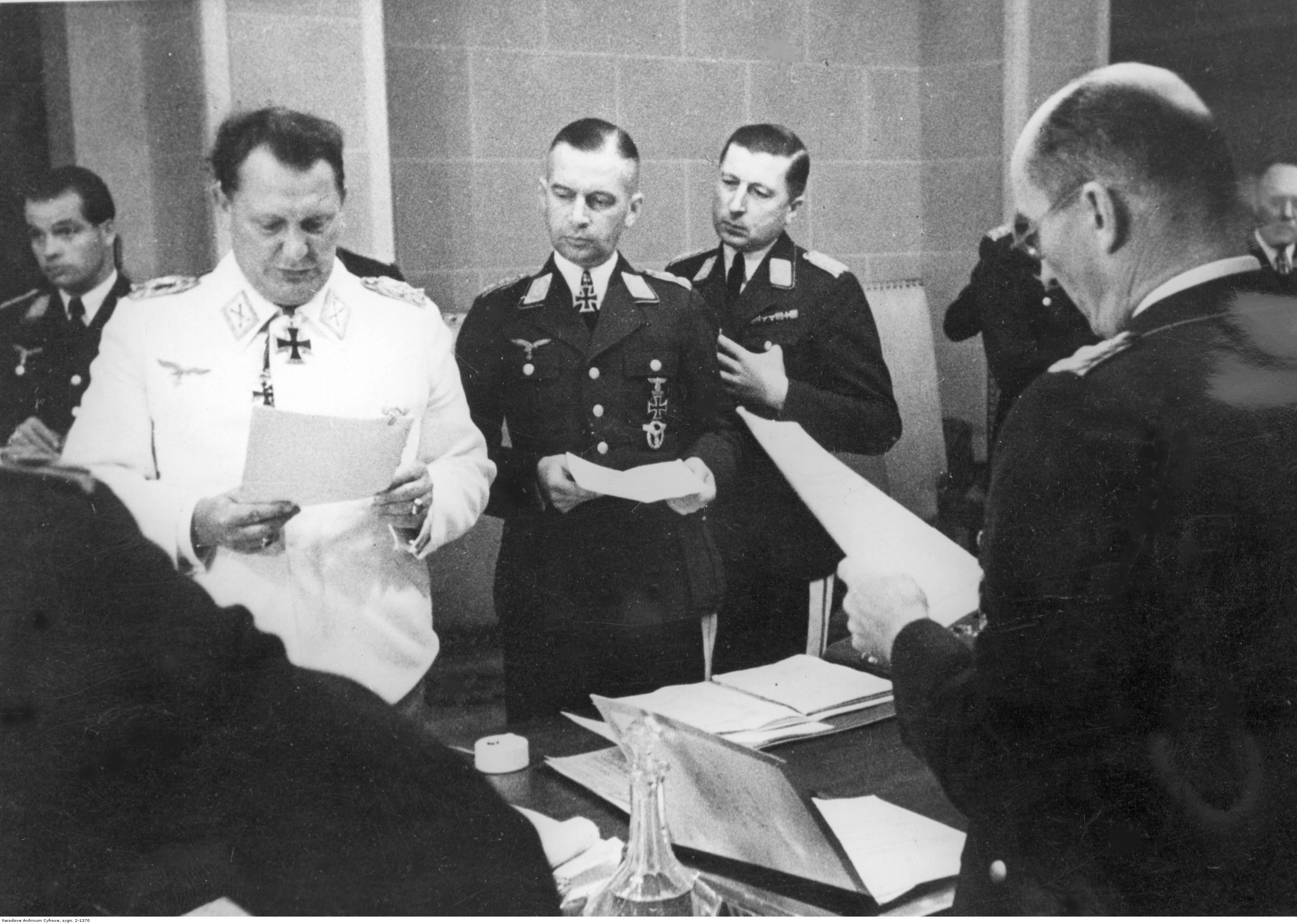
Göring emitiendo una orden para las tropas alemanas en el Frente Oriental en 1941.

Göring y otros altos oficiales estaban preocupados de que Alemania aún no estuviera preparada para la guerra, pero Hitler insistió en avanzar lo antes posible. La invasión de Polonia, la acción de apertura de la Segunda Guerra Mundial, comenzó al amanecer del 1 de septiembre de 1939. Más tarde ese día, hablando con el Reichstag, Hitler designó a Göring como su sucesor en el cargo de Führer de toda Alemania, «si algo me pasara», con Rudolf Hess como la segunda alternativa. Pronto siguieron importantes victorias alemanas, una tras otra en rápida sucesión. Con ayuda de la Luftwaffe, la Fuerza Aérea de Polonia fue derrotada en una semana. El Fallschirmjäger (cuerpo de paracaidistas) se apoderó de aeródromos clave en la Noruega ocupada y capturó el Fuerte Eben-Emael en Bélgica. La Luftwaffe de Göring tuvo un rol crítico en las batallas de los Países Bajos, Bélgica y Francia en mayo de 1940.
El 19 de julio de 1940, durante la Ceremonia del mariscal de campo de 1940, Hitler le nombró Reichsmarschall y le otorgó la Gran Cruz de la Cruz de Hierro por su exitoso liderazgo, el único que la recibió durante el período nazi. Durante la ceremonia de los mariscales de campo de 1940, Hitler lo ascendió al rango de Reichsmarschall des Großdeutsche Reiches («mariscal del Reich del Gran Reich alemán»), especialmente creado para él que lo hizo superior a todos los mariscales de campo en la Wehrmacht. Como resultado de esta promoción, fue el soldado de mayor alto rango en Alemania hasta el final de la guerra. Göring ya había recibido la Cruz de Caballero de la Cruz de Hierro el 30 de septiembre de 1939 cuando era comandante en jefe de la Luftwaffe.
El Reino Unido había declarado la guerra a Alemania inmediatamente después de la invasión de Polonia. En julio de 1940, Hitler comenzó los preparativos para una invasión a ese país. Como parte del plan, la Real Fuerza Aérea británica (RAF) tenía que ser neutralizada. Se iniciaron bombardeos en instalaciones aéreas británicas y en ciudades y centros industriales. Para entonces, Göring ya había anunciado en un discurso de radio: «¡Si un avión enemigo vuela sobre suelo alemán, mi nombre es Meier!», palabras que lo perseguirían, cuando la RAF comenzó a bombardear ciudades alemanas el 11 de mayo de 1940. Aunque confiaba en que la Luftwaffe podría derrotar a la RAF en cuestión de días, Göring, así como el almirante Erich Raeder, comandante en jefe de la Kriegsmarine, era pesimista sobre la posibilidad de éxito de la invasión planificada (nombre en clave Operación León Marino). Göring esperaba que una victoria en el aire fuera suficiente para forzar la paz sin una invasión. La campaña fracasó y la operación fue pospuesta indefinidamente el 17 de septiembre de 1940. Después de su derrota en la batalla de Inglaterra, la Luftwaffe intentó derrotar al Reino Unido mediante bombardeos estratégicos. El 12 de octubre, Hitler canceló la operación debido al inicio del invierno. A finales de año, estaba claro que el Blitz no sacudía la moral británica, aunque los bombardeos continuaron hasta mayo de 1941.

### Declive en todos los frentes

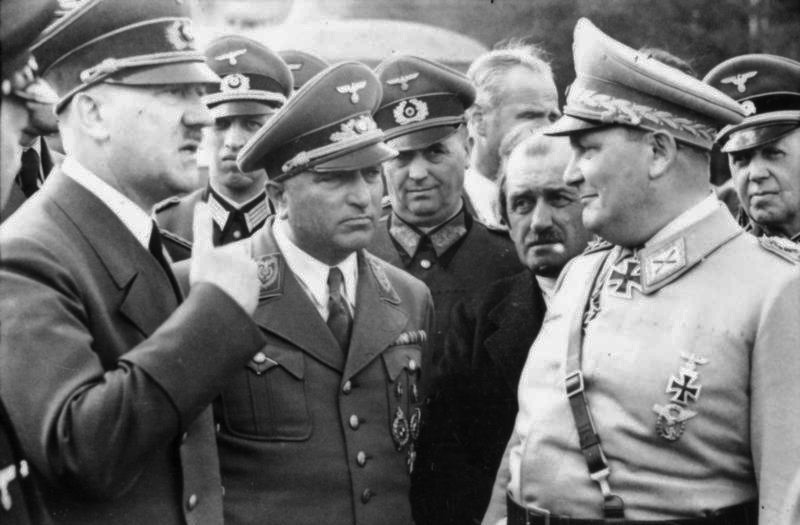
Hitler hablando con Göring (a la derecha) y el ingeniero automotriz Ferdinand Porsche (en el centro) en la Guarida del Lobo en 1942.

A pesar del Pacto Ribbentrop-Mólotov, firmado en 1939, Alemania comenzó la Operación Barbarroja, la invasión de la Unión Soviética, el 22 de junio de 1941. Inicialmente, la Luftwaffe tenía ventaja, destruyendo miles de aviones soviéticos en el primer mes de combate. Hitler y sus oficiales de alto rango estaban seguros de que la campaña terminaría en Navidad y no se tomaron medidas para las reservas de hombres o equipos. No obstante, en julio, a los alemanes solo les quedaban mil aviones en operación y sus bajas en las tropas superaron los 213 000 hombres. Se tomó la decisión de concentrar el ataque en una parte del vasto Frente Oriental; los esfuerzos estarían dirigidos a capturar Moscú. Después de la larga pero exitosa batalla de Smolensk, Hitler ordenó al Grupo de Ejércitos Centro que detuviera su avance a la capital soviética y desvió temporalmente a los grupos Panzer al norte y el sur para ayudar en el cerco de Leningrado y Kiev. La pausa proporcionó al Ejército Rojo la oportunidad de movilizar nuevas reservas; el historiador Russel Stolfi consideró que fue uno de los principales factores que causaron el fracaso de la ofensiva de Moscú, que se reanudó en octubre de 1941 con la batalla de Moscú. Las malas condiciones climáticas, la escasez de combustible, la demora en la construcción de bases aéreas en Europa del Este y la sobrecarga de las líneas de suministro también fueron factores. Hitler no dio permiso ni para una retirada parcial hasta mediados de enero de 1942; para entonces, las pérdidas eran comparables a las de la invasión napoleónica de Rusia en 1812.
Hitler decidió que la campaña del verano de 1942 se concentraría en el sur y se realizarían esfuerzos para capturar los campos petroleros del Cáucaso. La batalla de Stalingrado, un importante punto de inflexión de la guerra, comenzó el 23 de agosto de 1942 con una campaña de bombardeos de la Luftwaffe. El 6.º Ejército alemán ingresó a la ciudad, pero debido a su ubicación en la línea del frente, los soviéticos aún podían rodearlo y atraparlo sin refuerzos ni suministros. Cuando el 6.º Ejército estuvo cercado a fines de noviembre durante la Operación Urano, Göring prometió que la Luftwaffe podría entregar un mínimo de trescientas toneladas de suministros a los soldados rodeados todos los días. Basándose en estas garantías, Hitler demandó que no había retirada y debían luchar hasta el último hombre. Aunque algunos transportes aéreos pudieron pasar, la cantidad de suministros entregados nunca superó las ciento veinte toneladas por día. El resto del 6.º Ejército, unos 91 000 hombres de un grupo de 285 000, se rindieron a principios de febrero de 1943; solo 5000 de estos cautivos sobrevivieron a los campos de prisioneros de guerra rusos para volver a Alemania.

### Guerra sobre Alemania

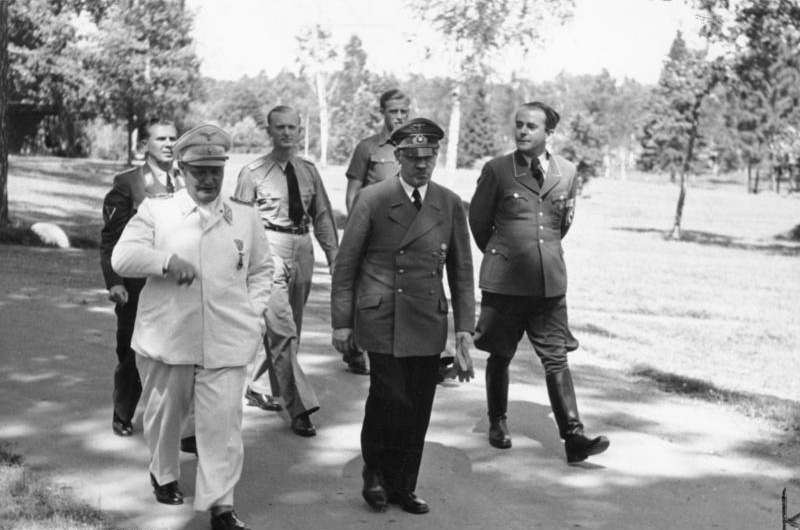
Göring, Hitler y Albert Speer en 1943.

Mientras tanto, la fuerza de las flotas de bombarderos estadounidenses y británicas había aumentado. Con base en el Reino Unido, iniciaron operaciones contra objetivos alemanes. La primera incursión de mil bombarderos se realizó sobre Colonia el 30 de mayo de 1942. Las incursiones aéreas continuaron en objetivos más alejados de Inglaterra, luego de que se instalaron tanques de combustible auxiliares en los aviones de caza estadounidenses. Göring rehusó creer los informes de que combatientes estadounidenses habían sido derribados tan al este como Aquisgrán en el invierno de 1943. Su reputación comenzó a decaer.
El P-51 Mustang estadounidense, con un radio de acción de más de 1800 millas (2900 km) cuando usaba tanques lanzables, comenzó a escoltar a los bombarderos en grandes formaciones hacia y desde el área objetivo a principios de 1944. A partir de ese momento, la Luftwaffe comenzó a sufrir bajas en las tripulaciones aéreas que no pudieron reemplazarse lo suficiente. Al atacar las refinerías de petróleo y las comunicaciones ferroviarias, los bombarderos aliados paralizaron el esfuerzo de guerra alemán a fines de 1944. Los civiles alemanes culparon a Göring por su fracaso en proteger la patria. Hitler empezó a excluirlo de las conferencias, pero lo mantuvo en su puesto al frente de la Luftwaffe y como plenipotenciario del Plan Cuatrienal. Cuando finalmente perdió la confianza del Führer, comenzó a pasar más tiempo en sus diversas residencias. En el día D (6 de junio de 1944), la Luftwaffe tenía alrededor trescientos combatientes y un pequeño número de bombarderos en el área de los desembarcos; en cambio, los Aliados tenían una fuerza total de 11 000 aviones.

### Fin de la guerra

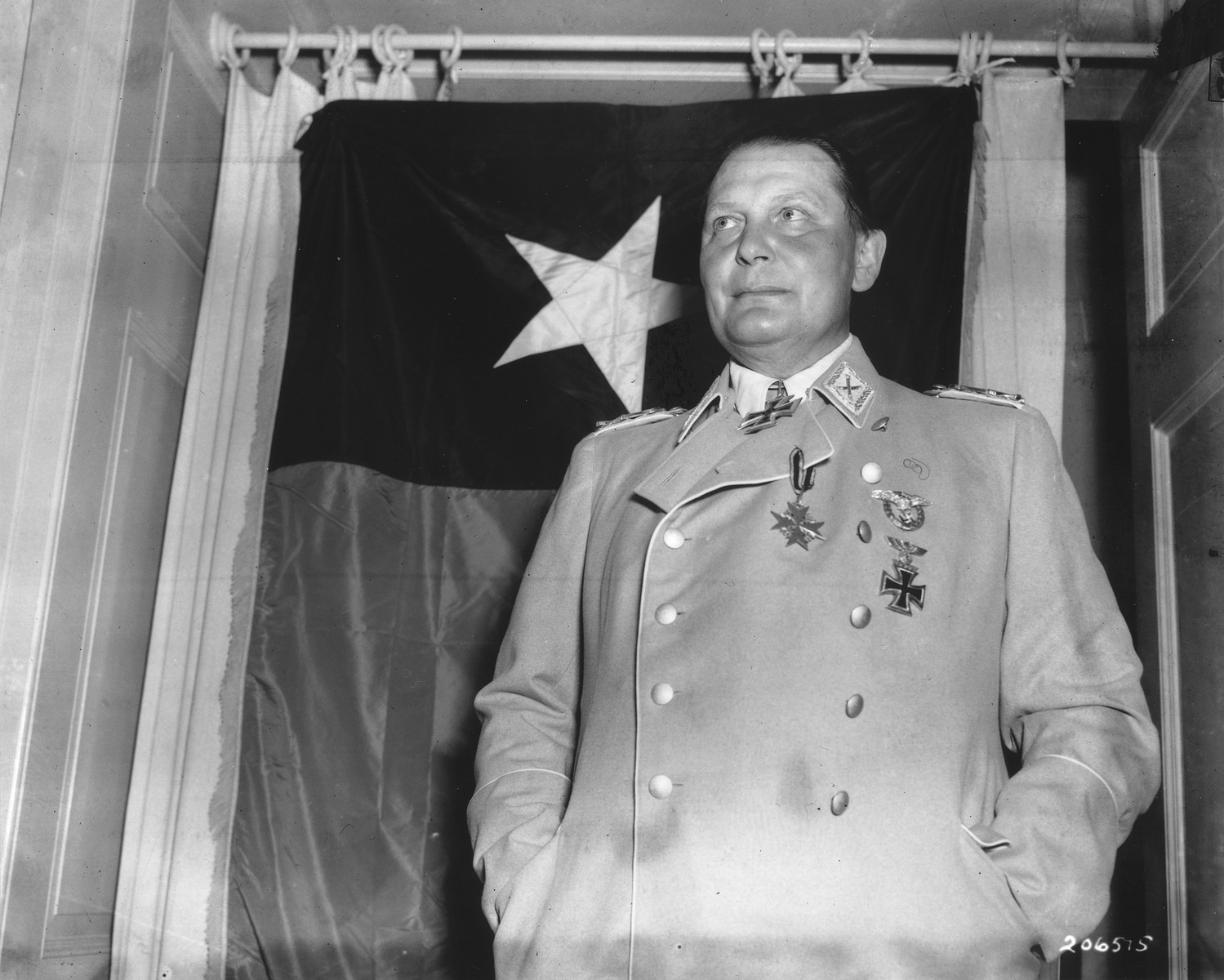
Göring bajo arresto el 9 de mayo de 1945.

A medida que los soviéticos se acercaban a Berlín, los esfuerzos de Hitler para organizar la defensa de la ciudad se volvieron cada vez más inútiles y sin sentido. Su último cumpleaños, celebrado en el Führerbunker en Berlín el 20 de abril de 1945, fue la ocasión para despedirse de muchos de los líderes nazis, como Göring. Para entonces, la finca de caza de Göring, llamada Carinhall, había sido evacuada, la vivienda central, destruida y sus tesoros artísticos se trasladaron a Berchtesgaden y a otros lugares. llegó a su propiedad en Obersalzberg el 22 de abril, el mismo día en que Hitler, en una larga diatriba contra sus generales, admitió públicamente que la guerra estaba perdida y que tenía la intención de permanecer en la capital hasta el final y luego suicidarse. También declaró que Göring estaba en una mejor posición para negociar un acuerdo de paz.
El jefe de operaciones del Oberkommando der Wehrmacht, Alfred Jodl, estuvo presente en la bronca de Hitler y notificó al jefe de gabinete de Göring, Karl Koller, en una reunión unas horas después. Sintiendo sus implicaciones, voló inmediatamente a Berchtesgaden para notificar a su superior sobre este acontecimiento. Una semana después del comienzo de la invasión soviética, Hitler había emitido un decreto nombrando a Göring su sucesor en caso de muerte, codificando así la declaración que había hecho poco después del comienzo de la guerra. El decreto también entregaba plena autoridad para actuar como sustituto de Hitler si este alguna vez perdía su libertad de acción.
Göring temía que lo tildaran de traidor si intentaba tomar el poder, pero también de ser acusado de incumplimiento del deber si no hacía nada. Después de algunas dudas, revisó su copia del decreto de 1941, que lo nombraba sucesor del Führer. Después de consultar con Koller y Hans Lammers, secretario de Estado de la Cancillería del Reich, concluyó que al permanecer en Berlín para enfrentar una muerte segura, Hitler se había incapacitado a sí mismo para gobernar. Acordaron que, según los términos del decreto, le correspondía a Göring ocupar el poder en lugar de aquel. También estaba motivado por el temor de que su rival, Martin Bormann, se apropiara del cargo tras la muerte del Führer y ordenara su ejecución como traidor. Con esto en mente, envió un telegrama cuidadosamente redactado pidiéndole permiso para asumir el cargo de Führer de toda Alemania, subrayando que actuaría como suplente. Agregó que, si no recibía respuesta antes de las 22:00 h de esa noche (23 de abril), asumiría que Hitler había perdido su libertad de acción y, por tanto, se responsabilizaría del liderazgo del Reich.
El telegrama fue interceptado por Bormann, quien convenció a Hitler de que Göring era un traidor. Argumentó que el telegrama no era una solicitud de permiso para actuar como suplente, sino una demanda a Hitler de renunciar o ser derrocado. Bormann también interceptó otro telegrama en el que Göring indicó a Ribbentrop que le informara si no había más mensajes de Hitler o Göring antes de la medianoche. Hitler le envió una respuesta, preparada con la ayuda de Bormann, rescindiendo el decreto de 1941 y amenazándolo con la ejecución por alta traición a menos que dimitiera de inmediato a todos sus cargos. Göring renunció puntualmente, pero Hitler —o Bormann, según la fuente— ordenó a las SS que lo pusieran bajo arresto domiciliario en Obersalzberg, así también a su personal y Lammers. Bormann hizo un anuncio por radio que Göring había renunciado por razones de salud.
Para el 26 de abril, el complejo en Obersalzberg estaba bajo ataque de los Aliados, por lo que fue trasladado a su castillo en Mauterndorf. En su última voluntad y testamento político, Hitler lo expulsó del NSDAP, anuló formalmente el decreto que lo convertía en su sucesor y lo reprendió por «intentar ilegalmente tomar el control del Estado». Después nombró a Karl Dönitz, comandante en jefe de la Kriegsmarine, como presidente del Reich y comandante en jefe de la Wehrmacht. Hitler y su esposa Eva Braun se suicidaron el 30 de abril, pocas horas después de una boda organizada a toda prisa. Göring fue liberado el 5 de mayo por una unidad de la Luftwaffe que pasaba por el área y se dirigió a las líneas estadounidenses, con la esperanza de rendirse ante ellos en lugar de a los soviéticos. Fue detenido cerca de Radstadt el 6 de mayo por elementos de la 36.ª División de Infantería del Ejército de los Estados Unidos. Este movimiento probablemente salvó su vida, ya que Bormann había ordenado su ejecución si Berlín hubiera caído.

## Juicio y muerte

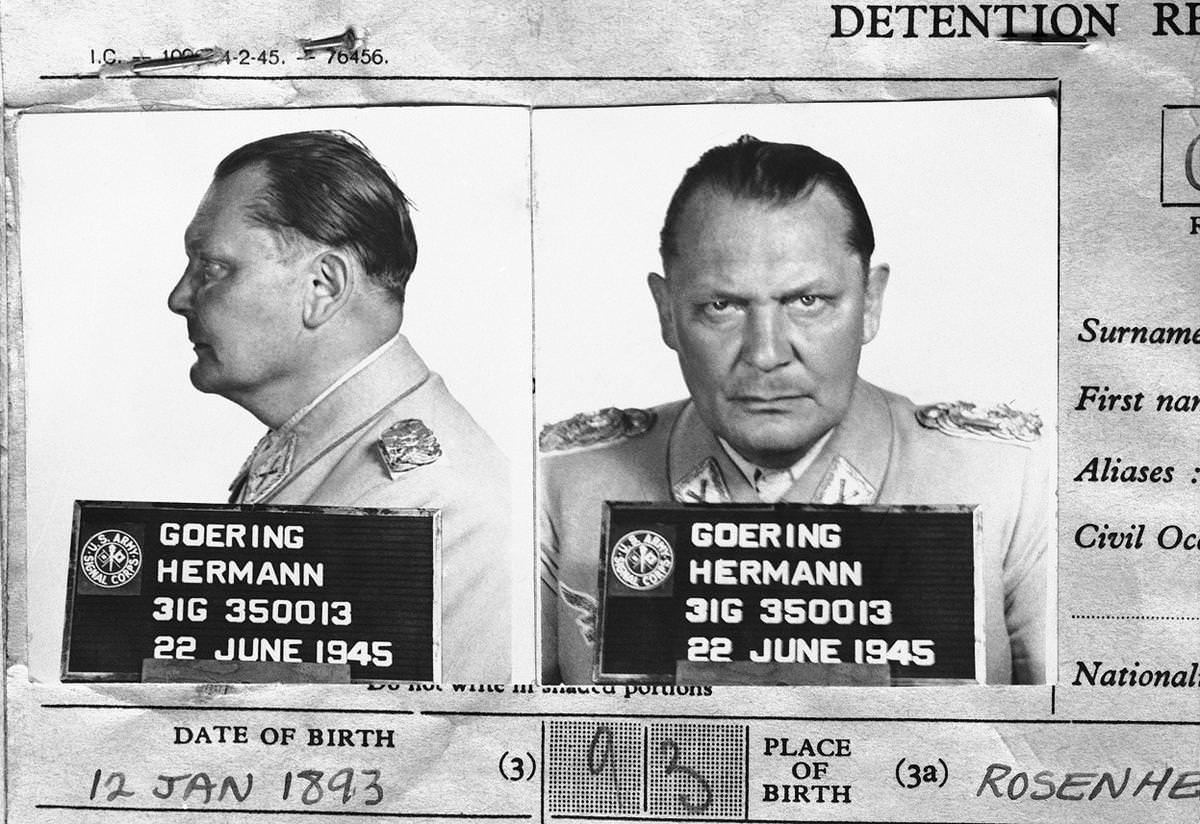
Foto del prisionero tomada en el Palacio de Justicia de Núremberg.

Fue trasladado en avión al campamento Ashcan, un campo de prisioneros de guerra temporal ubicado en el Palace Hotel en Mondorf-les-Bains, Luxemburgo. Allí fue tratado de su adicción con dihidrocodeína —un derivado de la morfina suave—, antes de su detención había estado tomando el equivalente de tres o cuatro granos (260-320 mg) de morfina al día; asimismo, se le impuso una dieta estricta y perdió alrededor de 27 kg. Los principales funcionarios nazis fueron transferidos en septiembre a Núremberg, que sería la ubicación de una serie de tribunales militares a partir de noviembre.
Era el segundo funcionario de mayor rango juzgado en Núremberg, tras el presidente del Reich (ex almirante) Dönitz. La fiscalía presentó una acusación de cuatro cargos, como el de conspiración, librar una guerra de agresión, crímenes de guerra —como el saqueo y el traslado a Alemania de obras de arte y otros bienes— y crímenes contra la humanidad —como la desaparición de opositores políticos y otros oponentes en virtud del decreto Nacht und Nebel (noche y niebla), la tortura y los malos tratos a prisioneros de guerra y el asesinato y la esclavitud de civiles, lo que en ese momento se estimaba en 5 700 000 judíos—. Al estar impedido de presentar una extensa defensa, Göring se declaró, «en el sentido de la acusación, no culpable».
El juicio duró 218 días; la fiscalía presentó su caso de noviembre de 1945 a marzo de 1946 y la defensa de Göring, la primera presentada, duró del 8 al 22 de marzo. Las sentencias fueron leídas el 30 de septiembre. Obligado a permanecer en silencio mientras estaba sentado en el banquillo de los acusados, comunicó sus opiniones sobre los procedimientos mediante gestos, sacudiendo la cabeza o riéndose. Constantemente tomaba notas susurraba con los otros acusados y trataba de controlar el comportamiento errático de Heß, sentado a su lado. Durante los descansos en el proceso, trató de dominar a los otros acusados y finalmente fue puesto en confinamiento solitario cuando intentó influir en su testimonio. Göring dijo al psiquiatra estadounidense Leon Goldensohn que la corte era «estúpida» al enjuiciar a «pequeños seguidores» como Funk y Kaltenbrunner en lugar de permitirle que se responsabilizara él mismo. También afirmó que nunca había oído hablar de la mayoría de los otros acusados antes del juicio. Gustave Gilbert, oficial de inteligencia y psicólogo estadounidense de habla alemana, entrevistó a Göring y a los demás en prisión durante el juicio. Gilbert mantuvo un diario, que luego publicó como Nuremberg diary; según una entrada sobre la noche del 18 de abril de 1946, cuando los juicios se suspendieron por un receso de Pascua de tres días:

Sudando en su celda por la noche, Göring estaba a la defensiva, desinflado y no muy contento por el giro que estaba tomando el juicio. Dijo que no tenía control sobre las acciones o la defensa de los demás, que él mismo nunca había sido antisemita, que no había creído esas atrocidades y que varios judíos habían ofrecido testificar en su nombre.

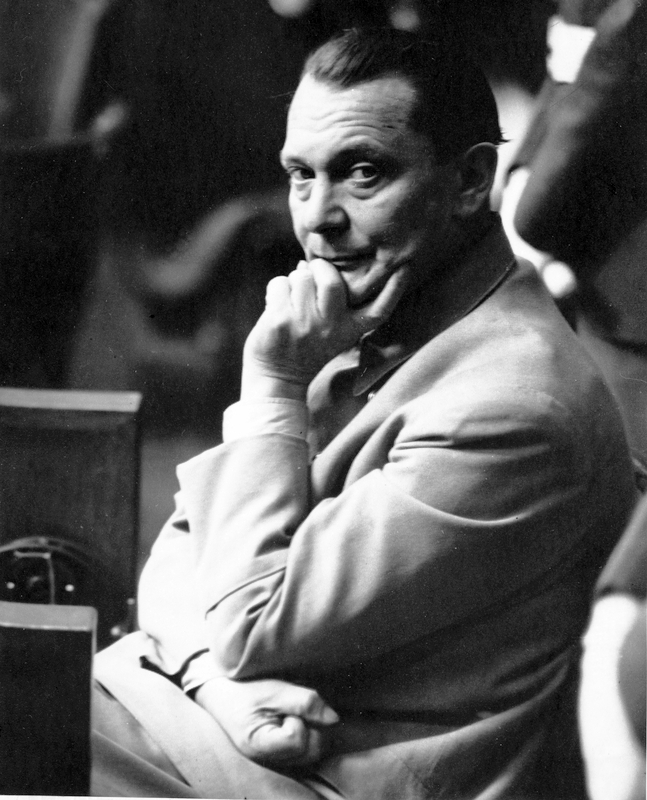
Göering en el banquillo de los acusados.

En varias ocasiones durante el juicio, la fiscalía mostró películas de los campos de concentración y otras atrocidades. Los presentes, así como Göring, encontraron impactantes los contenidos de las cintas; dijo que debían haber sido falsificaciones. Los testigos, como Paul Körner y Erhard Milch, intentaron retratarlo como un moderado pacífico. Milch declaró que era imposible oponerse a Hitler o desobedecer sus órdenes; hacerlo probablemente habría significado la muerte para uno mismo y su familia. Al testificar en nombre propio, Göring enfatizó su lealtad a Hitler y afirmó no saber nada sobre lo que había sucedido en los campos de concentración, que estaban bajo el control de Himmler. Dio respuestas evasivas y complicadas a preguntas directas y tenía excusas plausibles para cada acción durante la guerra. Utilizó el estrado de testigos para exponer ampliamente su propio rol en el Reich, intentando presentarse como un pacificador y diplomático antes del estallido de la guerra. Durante el interrogatorio, el fiscal en jefe Robert H. Jackson leyó las actas de una reunión que se celebró poco después de la noche de los cristales rotos (Kristallnacht), en noviembre de 1938. En la reunión, Göring había planeado confiscar propiedad judía aprovechando el pogromo. Más tarde, el fiscal David Maxwell Fyfe demostró que era imposible que Göring no supiera a tiempo para evitar los asesinatos de Stalag Luft III —un tiroteo de cincuenta aviadores recapturados después de escapar de ese campo de prisioneros de guerra—. También presentó pruebas claras de que sabía sobre el exterminio de los judíos húngaros.
Fue hallado culpable de los cuatro cargos y condenado a muerte en la horca. La sentencia reza:

No hay nada que decir como atenuante. Pues Göring era muchas veces, de hecho casi siempre, la fuerza motriz, solo superada por su jefe. Fue el principal agresor de guerra, tanto como jefe político como militar; fue el director del programa de trabajo esclavo y el creador del programa opresivo contra los judíos y otras razas, en Alemania y en el extranjero. Todos estos crímenes los ha admitido francamente. En algunos casos específicos puede haber conflicto de testimonio, pero en términos generales, sus propias admisiones son más que suficientemente amplias para concluir de su culpabilidad. Su culpa es única en su gravedad. El registro no revela excusas para este hombre.

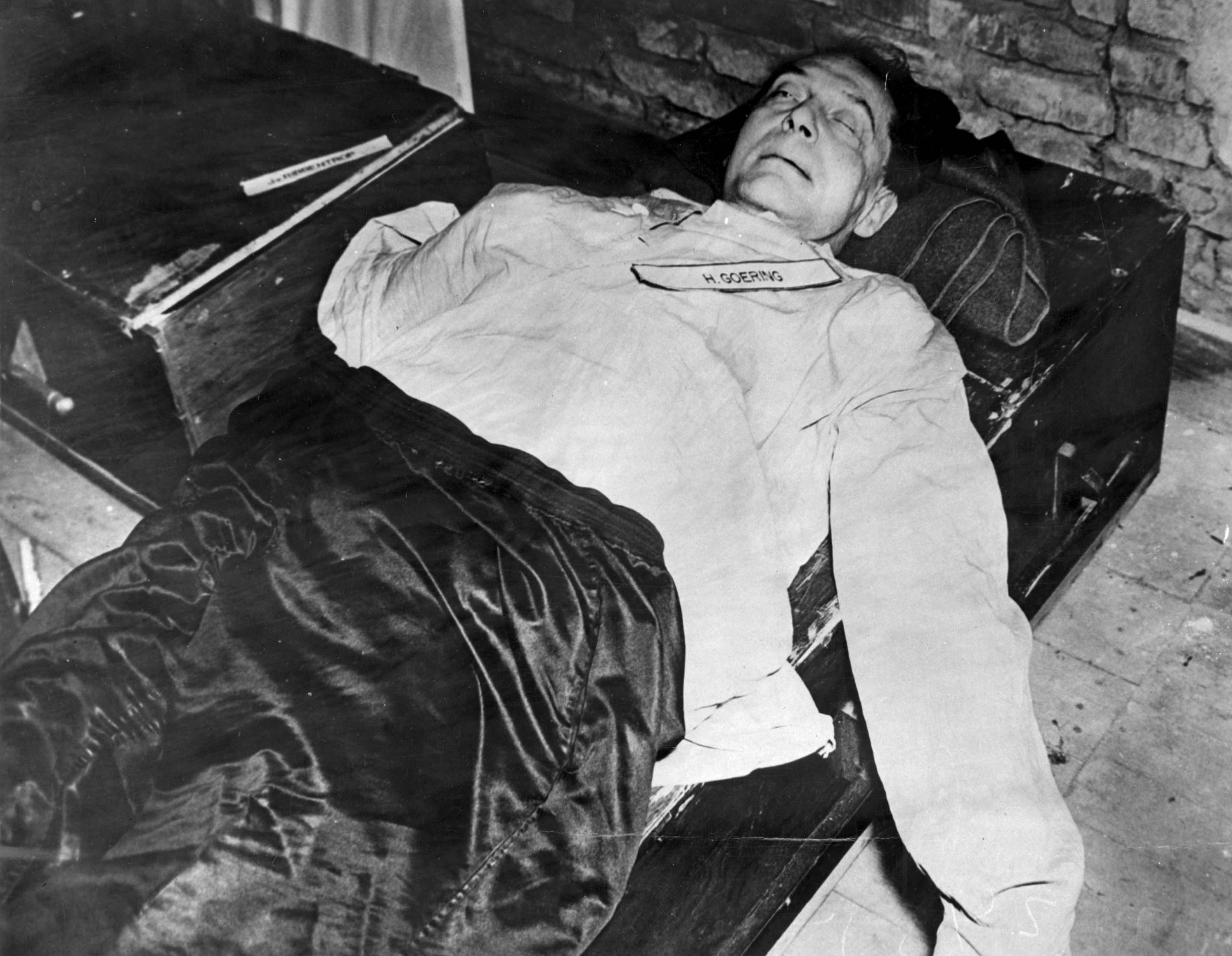
Su cadáver después de suicidarse con cianuro.

Presentó una apelación solicitando que le dispararan como soldado en lugar de ser ahorcado como un criminal común, pero el tribunal se negó. Se suicidó con una ampolla de cianuro de potasio la noche previa a su ahorcamiento. Su cuerpo, como los de los ejecutados, fue exhibido en el sitio de la condena para los testigos de las ejecuciones. Los cadáveres fueron cremados en Ostfriedhof (Múnich) y las cenizas esparcidas en el río Isar.
Existen dos teorías sobre cómo Göring obtuvo el veneno: en la primera se afirma que el teniente estadounidense Jack G. Wheelis, que servía como vigilante en los juicios de Núremberg, recuperó las cápsulas de su escondite entre las pertenencias confiscadas de Göring por el ejército y se las entregó al prisionero, quien lo sobornó con un reloj de oro, un bolígrafo y una pitillera. La segunda teoría, en 2005, el ya retirado soldado estadounidense Herbert Lee Stivers, quien sirvió en el 26.º Regimiento de Infantería de la 1.ª División de Infantería, la guardia de honor durante los juicios de Núremberg, afirmó que dio a Göring una «medicina» escondida dentro de una pluma estilográfica que una mujer alemana le había pedido pasar de contrabando a la prisión. Stivers luego dijo que no sabía qué contenía la ampolla hasta después del suicidio.

## Propiedades personales

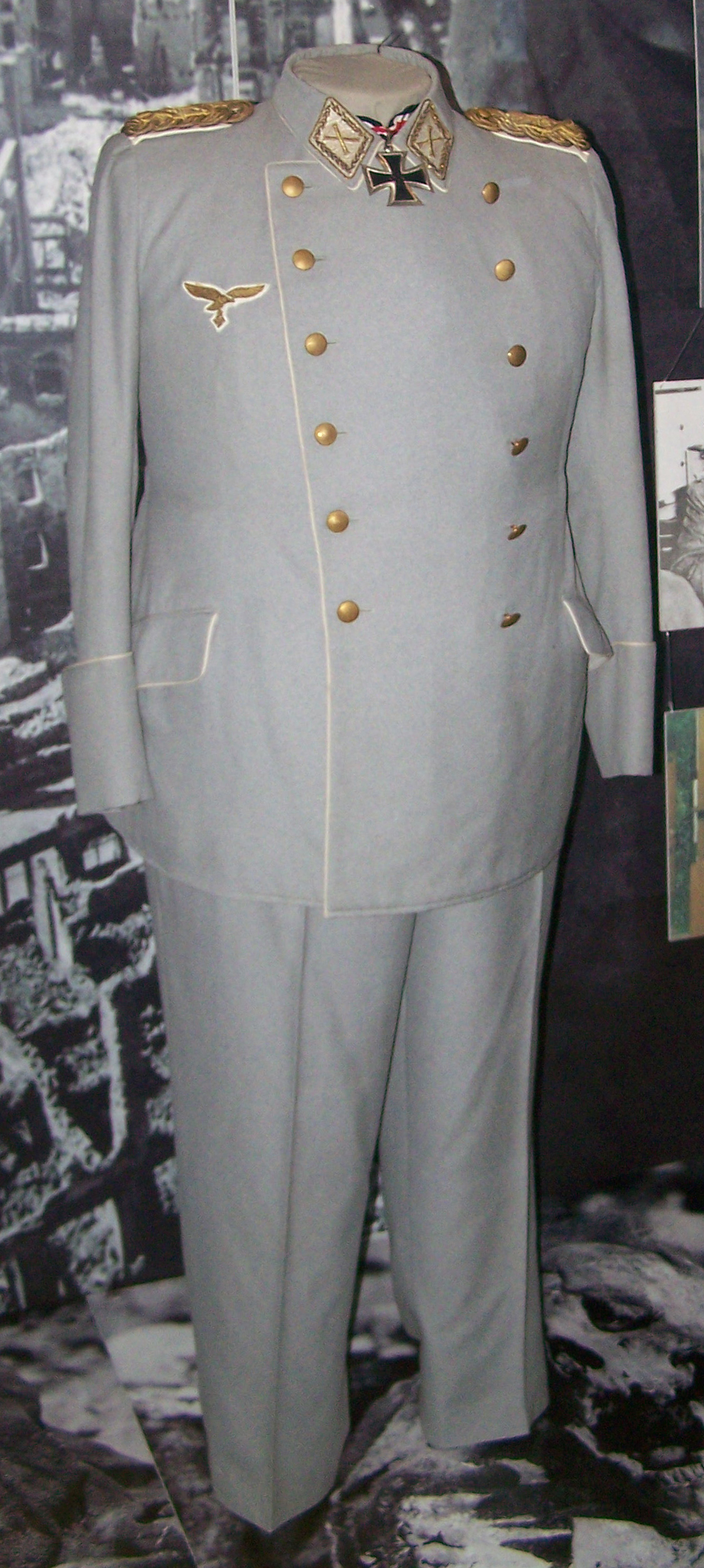
Su uniforme militar en exhibición en el Museo de la Luftwaffe de la Bundeswehr (Luftwaffenmuseum der Bundeswehr).

El nombre de Göring está estrechamente relacionado con el saqueo nazi de la propiedad judía. Su nombre aparece ciento treinta y cinco veces en la Lista de Nombres de Bandera Roja de la Unidad de Investigación de Saqueo de Arte de la OSS, compilada por la inteligencia del Ejército de los Estados Unidos en 1945-1946 y desclasificada en 1997. La confiscación de la propiedad judía le dio la oportunidad de acumular una fortuna personal. Algunas las expropió o adquirió por un precio nominal; en otros casos, recibió dinero a cambio de permitir que otros robaran propiedad judía. Era sobornado por industriales para favorecerlos en sus decisiones cuando era director del Plan Cuatrienal y para suministrar armas al bando republicano en la guerra civil española a través de la compañía Pyrkal en Grecia, aunque Alemania apoyaba a Francisco Franco y los nacionalistas.
Fue nombrado maestro del Reich de cacería (Reichsjägermeister) en 1933 y de los bosques (Reichsforstmeister) en 1934. Instituyó reformas a las leyes forestales y actuó para proteger las especies en peligro de extinción. Durante este tiempo se interesó en el bosque Schorfheide, donde destinó 100 000 acres (400 km²) para un parque estatal, que aún existe. Allí construyó un elaborado pabellón de caza, Carinhall, en memoria de su primera esposa; en 1934, su féretro había sido transportado al sitio y colocado en una bóveda en la finca. Durante la mayor parte de la década de 1930, Göring mantuvo cachorros de león, prestados del zoológico de Berlín, tanto en Carinhall como en su casa en Obersalzberg. El albergue principal en Carinhall tenía una gran galería de arte donde exhibía obras que habían sido saqueadas de colecciones privadas y museos europeos desde 1939 en adelante. Trabajó en estrecha colaboración con el Personal de Operaciones del Reichsleiter Rosenberg (Einsatzstab Reichsleiter Rosenberg), una organización encargada del expolio de obras de arte y bienes culturales de colecciones, bibliotecas y museos judíos por todo el continente. Dirigido por Alfred Rosenberg, el grupo estableció un centro de recolección, con sede en París. Solo desde Francia, unos 26 000 vagones de ferrocarril llenos de tesoros artísticos, muebles y otros artículos saqueados fueron enviados a Alemania. Göring visitaba repetidamente la sede parisina para inspeccionar los artículos robados entrantes y seleccionar los artículos que se enviarían en un vagón especial a Carinhall y sus otras residencias. El valor estimado de su colección, de alrededor de 1500 piezas, era de $200 millones.
Era conocido por sus gustos extravagantes y su ropa llamativa. Tenía varios uniformes especiales para los varios cargos que tenía; su uniforme de Reichsmarschall incluía un bastón con joyas incrustadas. Hans-Ulrich Rudel, el mejor piloto del Stuka en la guerra, recordó dos veces encontrarse con Göring vestido con trajes extravagantes: primero, un traje de caza medieval, cuando practicaba tiro con arco con su médico y, segundo, una toga roja atada con un broche dorado, fumando una pipa inusualmente grande. El ministro de Asuntos Exteriores italiano, Galeazzo Ciano, observó una vez que Göring llevaba un abrigo de piel que se parecía a lo que «una prostituta de alto rango usa para la ópera». Organizaba lujosas fiestas de inauguración cada vez que se completaba una ronda de construcción en Carinhall y cambiaba de vestuario varias veces durante las tardes.
Se destacó por su patrocinio de la música, especialmente la ópera. Se entretenía con frecuencia y suntuosamente y organizaba elaboradas fiestas de cumpleaños para él. El ministro de Armamento, Albert Speer, recordó que los invitados traían obsequios caros como lingotes de oro, cigarros holandeses y valiosas obras de arte. Para su cumpleaños en 1944, Speer le dio un busto de mármol de gran tamaño de Hitler. Como miembro del Consejo de Estado de Prusia, Speer tuvo que donar una parte considerable de su salario para el regalo de cumpleaños del Consejo, sin que lo pidiera el agraciado. Erhard Milch dijo a Speer que se necesitaban donaciones similares del fondo general del Ministerio de Aviación. Para su cumpleaños en 1940, Ciano condecoró a Göring con el codiciado collar de la Anunciación, que lo redujo a lágrimas.

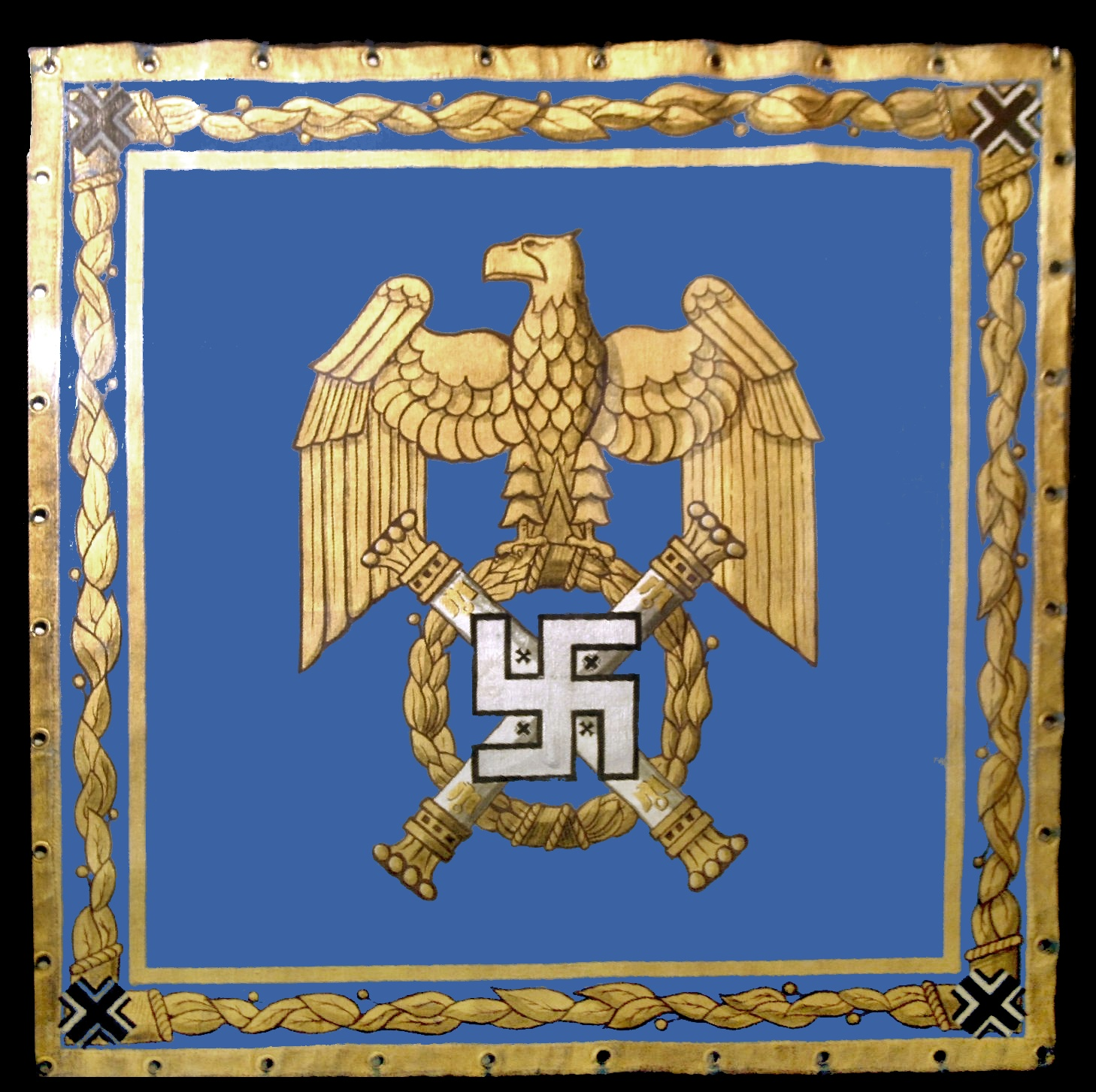
Estandarte de Göring en el Museo de Guerra de Los Inválidos (París).

El diseño de su estandarte de Reichsmarschall, en un campo azur claro, mostraba un águila alemana dorada que asía una corona bajo dos bastones cubiertos con una esvástica. El reverso del estandarte tenía la Gran Cruz de la Cruz de Hierro rodeada por una corona de flores entre cuatro águilas de la Luftwaffe. Era cargado por su abanderado personal en todas las ocasiones públicas.
Aunque le gustaba que lo llamaran der Eiserne («el Hombre de Hierro»), Göring, piloto de combate, alguna vez apuesto y musculoso, se había vuelto corpulento. Fue uno de los pocos líderes nazis que no se ofendía al escuchar bromas sobre sí mismo, «sin importar cuán groseras fueran», tomándolas como un signo de popularidad. Los alemanes bromeaban sobre su ego —como que usaba un uniforme de almirante con medallas de goma para bañarse— y su obesidad —«se sienta sobre su estómago»—. Una de sus burlas afirmaba que había enviado un telegrama a Hitler después de su visita al Vaticano: «Misión cumplida. El papa dejó los hábitos. La tiara y las vestimentas pontificias encajan perfectamente».

## Rol en el Holocausto
Goebbels y Himmler eran mucho más antisemitas que Göring, quien adoptó esa actitud principalmente porque la política del partido lo obligaba. Su adjunto Erhard Milch tenía un padre judío. No obstante, apoyó las leyes de Núremberg de 1935 y, tiempo después, emprendió medidas económicas desfavorables para los judíos. Requirió el registro de todas las propiedades judías como parte del Plan Cuatrienal y, en una reunión posterior a la noche de los cristales rotos, se enfureció porque las compañías de seguros alemanas tenían que compensar la carga financiera de las pérdidas judías. Propuso que los judíos fueran multados con mil millones de marcos imperiales. En la misma reunión, se discutieron las opciones para la disposición de los judíos y sus propiedades. Los grupo sería segregado en guetos o alentados a emigrar, mientras que sus propiedades serían confiscadas en un programa de «arianización» (Arisierung). La compensación por la propiedad incautada sería baja, si se deba alguna. Se leyeron minutas detalladas de esta reunión y otros documentos en el juicio de Núremberg, demostrando su conocimiento y complicidad con la persecución de los judíos. Göring dijo a Gilbert que nunca habría apoyado las medidas antijudías si hubiese sabido lo que iba a suceder. «Solo pensé que eliminaríamos a los judíos de los puestos en las grandes empresas y el gobierno», afirmó.

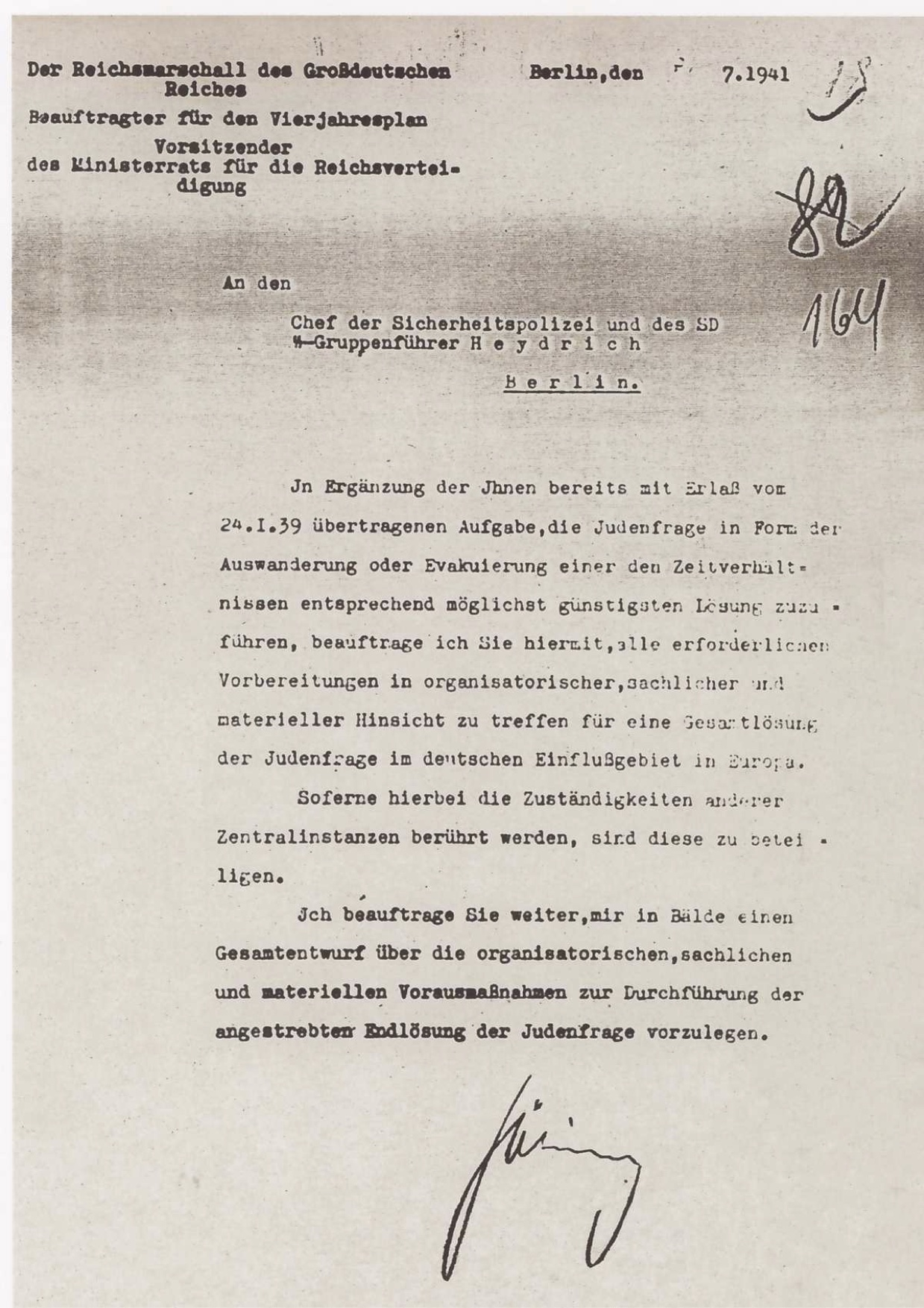
Memorando de julio de 1941 a Reinhard Heydrich.

En julio de 1941, emitió un memorando a Heydrich ordenándole que organizara los detalles prácticos de la solución final a la «cuestión judía». Al momento de escribir esta carta, muchos judíos y otros grupos ya habían sido asesinados en Polonia, Rusia y otros lugares. En la Conferencia de Wannsee, celebrada seis meses después, Heydrich anunció formalmente que el genocidio de los judíos era ya la política oficial del Reich. Göring no asistió, pero estuvo presente en otras reuniones donde se discutió el número de asesinados. Dirigió las operaciones antipartisanas (Bandenbekämpfung) de los batallones de seguridad de la Luftwaffe en el bosque de Białowieża entre 1942 y 1944, que resultó en el asesinato de miles de judíos y civiles polacos.

## Condecoraciones
Nacionales
- Cruz de Hierro
  - Segunda clase (15 de septiembre de 1914)[181]
  - Primera clase (22 de marzo de 1915)[181]
- Pour le Mérite (2 de junio de 1918)[181]
- Orden de la Sangre (medalla conmemorativa del 9 de noviembre de 1923)[181]
- Broche a la Cruz de Hierro
  - Segunda clase (30 de septiembre de 1939)[181]
  - Primera clase (30 de septiembre de 1939)[181]
- Cruz de Caballero de la Cruz de Hierro (30 de septiembre de 1939)[181]
- Gran Cruz de la Cruz de Hierro, por «las victorias de la Luftwaffe en 1940 durante la campaña francesa» (19 de agosto de 1940), fue único premio de esta condecoración durante la Segunda Guerra Mundial[182]
- Cruz de Caballero de la Orden del León de Zähringen del gran duque de Baden, segunda clase con espadas[182]
- Placa Dorada del Partido[181]
- Cruz de Caballero con espadas de la Orden de Hohenzollern[182]
- Cruz de Caballero de la Orden de Mérito Militar Carlos Federico[182]
- Cruz de Dánzig, primera y segunda clase[181]

Extranjeras
- Gran Cruz de la Orden de los Santos Cirilo y Metodio, Reino de Bulgaria[183]
- Gran Cordón de la Orden del Sol Naciente (1943), Gran Imperio del Japón[184]
- Miembro de primera clase de la Orden de Miguel el Valiente (1941), Reino de Rumania[184]
- Caballero de la Orden de San Esteban, Reino de Hungría[184]
- Comandante Gran Cruz de la Orden de la Espada (1939), Reino de Suecia[184]
- Gran Cruz de la Orden Imperial del Yugo y las Flechas (1939), España[184]
- Caballero Gran Cruz de la Orden de los Santos Mauricio y Lázaro (1938), Reino de Italia[184]
- Caballero de la Suprema Orden de la Santísima Anunciación (1940), Reino de Italia[184]
- Caballero Gran Cruz de la Orden de la Corona de Italia (1940), Reino de Italia[184]
- Caballero Gran Cruz de la Orden de la Estrella de Karađorđe (1939), Reino de Yugoslavia[184]
- Orden de la Rosa Blanca en grado de comandante, República de Finlandia[184]